# Кудряшов, Сергей Николаевич
Серге́й Никола́евич Кудряшов (род. 22 апреля 1981, Москва) — российский футболист, защитник.
Воспитанник московского «Локомотива». Выступал за ряд команд второго дивизиона. В 2005 году провёл четыре матча в высшей лиге Узбекистана за «Шуртан». Позднее вернулся в Россию. Завершил карьеру в любительском клубе «Ока» (Ступино).